# Grasulfo II del Friul
Grasulfo II (fallecido en Cividale del Friuli, c. 653) fue un duque lombardo del Friul desde aproximadamente 617 hasta c. 653.

## Historia
Hijo del duque Gisulfo I y hermano pequeño de Gisulfo II, tomó el título ducal del Friul después del asesinato de sus sobrinos, los también duques y corregentes del Friul Taso y Caco en Oderzo en c. 617 por el exarca de Rávena, Gregorio.
Pablo el Diácono no proporciona información sobre su reinado, pero relata que su nombramiento disgustó a sus otros sobrinos, y hermanos de los anteriores, Radoaldo y Grimoaldo, dejaron el Friul para instalarse en el ducado de Benevento con el duque Arechi I porque no deseaban someterse a la autoridad de su tío. Apenas se conoce más sobre Grasulfo y la fecha de su muerte es incierta, estando alrededor de 653. Murió en Cividale de Friuli.
Le sucedió Agón.